# リキエップ空港
リキエップ空港（リキエップくうこう、英語: Likiep Airport）マーシャル諸島リキエップ環礁リキエップにある公共用の空港。空港ターミナル改築のため、2009年12月15日に日本政府は政府開発援助（ODA）として9,991,000円を拠出する「草の根・人間の安全保障無償資金協力」を締結した。

## 就航路線
| 航空会社           | 就航地                 |
| ------------------ | ---------------------- |
| マーシャル諸島航空 | クェゼリン、ウォッジェ |